# Cephonodes trochilus
Cephonodes trochilus là một loài bướm đêm thuộc họ Sphingidae. Nó được tìm thấy ở Mauritius.
Nó rất gống với loài Cephonodes tamsi, nhưng khác ở chỗ màu hơi nâu chứ không có phần trên bụng mà hơi đỏ.